# Joseph Delbaere
Joseph Delbaere (Rumbeke, 30 december 1887 — Roeselare, 19 december 1972) was een Vlaams schrijver en heemkundige. Hij was eveneens actief bij de heropbouw van Rumbeke en zette zich in voor de sociale huisvesting en lokale tewerkstelling.

## Biografie
Joseph Delbaere was het enige kind van Theofiel Delbaere en Romanie De Meestere, hij had nog een twee jaar oudere halfzuster, Marie Delbaere wiens moeder overleed in het kraambed. Theofiel was gemeenteontvanger en ontvanger van het Bureel van Weldadigheid in Rumbeke. Joseph studeerde aan het Klein Seminarie. In 1910 volgde hij zijn vader op als gemeenteontvanger. Hij bleef die functie uitoefenen tot eind 1957. Tot 1930 combineerde hij dit ook met de functie van ontvanger van het Bureel van Weldadigheid, later de Commissie van Openbare Onderstand.
Delbaere werd al in 1906 lid van het letterkundig genootschap 'De Vereenigde Vrienden'. Al snel werd hij secretaris, later penningmeester en van 1925 tot 1953 voorzitter. Dat jaar vierde het genootschap zijn honderdjarig bestaan en werd hij erevoorzitter. Delbaere was actief in tal van culturele verenigingen. Hij was ondervoorzitter van muziekharmonie Sint-Cecilia.
Tijdens de Eerste Wereldoorlog was hij actief in het plaatselijke Hulp- en Voedingscomiteit. Hij bleef hierdoor actief voor de noden van de arbeiders en minder gegoeden. Na de oorlog was hij medeoprichter van de maatschappij 'Nieuw Rumbeke' die actief was in het herstel van de oorlogsschade. De gemeente Rumbeke werd op het einde van de oorlog zwaar getroffen door oorlogsgeweld en moest voor een groot deel heropgebouwd worden. In 1921 werd onder zijn invloed de sociale bouwmaatschappij 'eigen Heerd' opgericht. Deze was in Rumbeke actief voor het bouwen van zogenaamde werkmanswoningen. De maatschappij werd door hem geleid en bleef actief tot 1970 wanneer ze door 'De Mandel' uit Roeselare overgenomen werd. 'Eigen Heerd' en Delbaere hadden in tegenstelling tot de heersende trend een afkeer van sociale woonwijken waar tientallen arbeiderswoningen bij elkaar stonden. 'Eigen Heerd', met Ernest Apers als vaste architect, bouwde overal in het uitgebreide Rumbeke blokken of losse arbeiderswoningen, maar nooit hele wijken. Delbaere meende dat het beter was de arbeiders tussen de rest van de bevolking te verspreiden om te vermijden dat er broeihaarden van maatschappelijk verzet zouden ontstaan. Pas laat in de jaren 1960 zou er een eerste wijk van 'Eigen Heerd' tot stand komen. Ironisch genoeg kreeg die na de gemeentefusies van 1977 de naam Joseph Delbaerestraat mee.
Delbaere was niet alleen bekommerd om de huisvesting van de lokale bevolking, maar ook om de tewerkstelling. In 1923 was hij een van de oprichters van de lokale conservenfabriek Optima die de Rumbekenaars werk moest verschaffen. Bij een dreigend faillissement investeerde hij er persoonlijk kapitaal in. In 1930 werd de vzw Ons Dorp opgericht. Deze vzw ligt aan de grondslag van het 'Park van Rumbeke'. Dit was een voor zijn tijd groots recreatiedomein met horeca, park, openluchtzwembad met Olympische afmetingen, tennisbaan, ... Het Park met regionale uitstraling werd na de Tweede Wereldoorlog stopgezet.

## Heemkundige loopbaan
Joseph Delbaere had een grote heemkundige interesse. Dit vertaalde zich niet alleen literair, maar ook in het landschap. Hij zorgde ervoor dat de Kazandmolen, de laatste molen van Rumbeke en bij uitbreiding Groot-Roeselare, geklasseerd werd. Hij ijverde ook voor het behoud van tal van erfgoedgetinte landschapselementen en gebouwen.
Op literair vlak zijn er veel artikels en enkele monografieën van hem bekend. Meestal zijn ze getekend met 'JDD'. Zijn interesseveld ging heel breed, waardoor hij de meest volledige heemkundige over Rumbeke is. Jammer genoeg gebeurde dit vaak zonder bronvermeldingen en was hij niet altijd even objectief.
Hij werd in 1952 medestichter van de Roeselaarse heemkundige kring KGOGRo en in 1964 van de lokale afdeling van het VVF (Vlaamse Vereniging voor Familiekunde). Hij werkte ook mee aan de tijdschriften van de Geschied- en Oudheidkundige Kring van Kortrijk, het Genootschap voor Geschiedenis uit Brugge en 'De Leiegouw'.

## Werken
- 1938 - Eenige bladzijden uit de voorgeschiedenis der Prochie van den Zilverberg te Rumbeke
- 1940 - Eene eeuw Congregatie-leven te Rumbeke
- 1946 - Rumbeke : werkmanswoningen van eigen Heerd (1921-1946)
- 1947 - Eerste eeuwfeest van het St.-Annagenootschap (1847-1947)
- 1950 - De kerk van Beythem
- 1951 - De Kazandmolen te Rumbeke
- 1953 - De Vereenigde Vrienden : letter- en toneelgilde Rumbeke 1853-1953
- 1957 - Het Klooster der Zusters van Liefde van de H. Vincentius à Paulo te Rumbeke
- 1961 - De Zilverbergmolen op Roeselare, vroeger grenspaal tussen Roeselare en Rumbeke
- 1961 - Rumbeke door de eeuwen heen : geschied- en heemkundige tentoonstelling
- 1961 - Schepen Louis Leyn van Rumbeke (1829-1910)
- 1962 - Oorlogsdagboek van Rumbeke in 1914-1918 door Leopold Slosse
- 1966 - Muziek en muzikanten te Rumbeke (met Raphaël Van Tieghem)
- 1966 - 100 jaar Sint-Godelieveparochie Beitem (1866-1966)
- 1968 - Koninklijke mutualiteit 'De Broederbond' Rumbeke (1868-1968)

artikels in : 'Rollariensia', 'Handelingen van het Geschied- en Oudheidkundig Genootschap van Roeselare en Ommeland', 'Biekorf', 'Handelingen van de Koninklijke Geschied- en Oudheidkundige Kring van Kortrijk', 'Iepers Kwartier', 'De Leiegouw', 'Molenecho's', 'Nieuwe Rumbeekse Avondstonden', 'Ons Heem' en andere